# Kustklotspindel
Kustklotspindel (Enoplognatha latimana) är en spindelart som beskrevs av Heikki Hippa och Oksala 1982. Kustklotspindel ingår i släktet Enoplognatha och familjen klotspindlar. Enligt den svenska rödlistan är arten otillräckligt studerad i Sverige. Arten förekommer i Götaland. Artens livsmiljö är havsstränder, jordbrukslandskap. Inga underarter finns listade i Catalogue of Life.